# Theaterkerk Mammemahuis
Theaterkerk Mammemahuis (ook Theaterkerk Het Mammemahuis of kortaf het Mammemahuis genoemd) is een theaterkerk en multifunctioneel gebouw met tevens een museaal gedeelte. Het gebouw staat in het dorp Jellum in de Nederlandse provincie Friesland. Het betreft het kerkgebouw van de voormalige protestantse kerk van het dorp.

## Naam
De theaterkerk is vernoemd naar de Mammemastate; dit was een stins die tot 1856 tegenover het kerkgebouw heeft gestaan. In de Mammemastate woonde jonker Sikke van Dekema (1548–1625). Na zijn dood werd hij begraven in de grafkelder onder het kerkgebouw.

## Beschrijving
Het kerkgebouw betreft een zaalkerk met een vijfzijdige koorsluiting. De kerktoren bevat drie geledingen en een ingezwenkte spits. Het kerkorgel van de theaterkerk is gemaakt door Bakker & Timmenga; het werd gemaakt ter vervanging van het (in 1893 verwoeste) oorspronkelijke orgel van Albertus van Gruisen uit 1811. De stenen brug met de toegangspoort bij het kerkhof van de theaterkerk is een rijksmonument.

## Geschiedenis
Het gebouw werd in 1895 gebouwd op de fundamenten van een ingestort kerkgebouw dat dateerde uit het begin van de 13e eeuw. Dit laatstgenoemde kerkgebouw werd in 1893 zwaar door de bliksem getroffen, waarbij nagenoeg het hele gebouw verloren ging en enkel de funderingen in de grond overbleven. Een romaanse, zandstenen doopvont van deze oorspronkelijke kerk is bewaard gebleven in Kerkmuseum Jannum. Het kerkorgel van de afgebrande kerk was vervaardigd in 1811 door de Nederlandse orgelbouwer Albertus van Gruisen.

### Herbestemming
In 2012 kwam de kerk leeg te staan. In de periode 2020–2022 werd het pand grondig gerenoveerd, waarbij de grafkelder van jonker Sikke van Dekema onder het kerkgebouw werd ontdekt. Zijn grafkelder werd gerestaureerd. Op 25 maart 2022 werd het pand officieel herbestemd tot theaterkerk en multifunctioneel gebouw met ook een museaal deel; het werd geopend door Sybrand Buma. Het kerkgebouw heet sindsdien 'Theaterkerk (Het) Mammemahuis'.

## Afbeeldingen

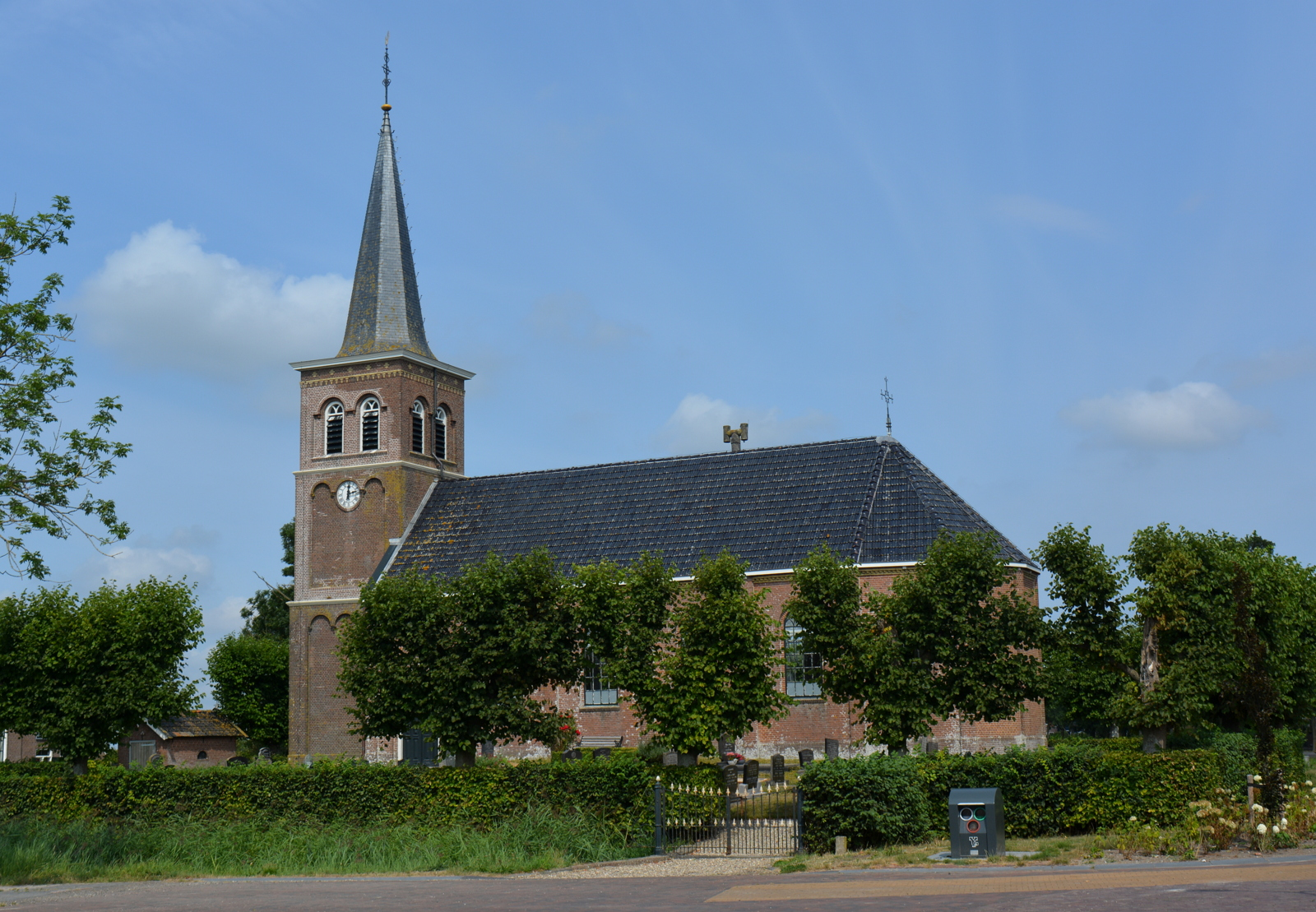
Aanzicht van de kerk (foto uit 2018)
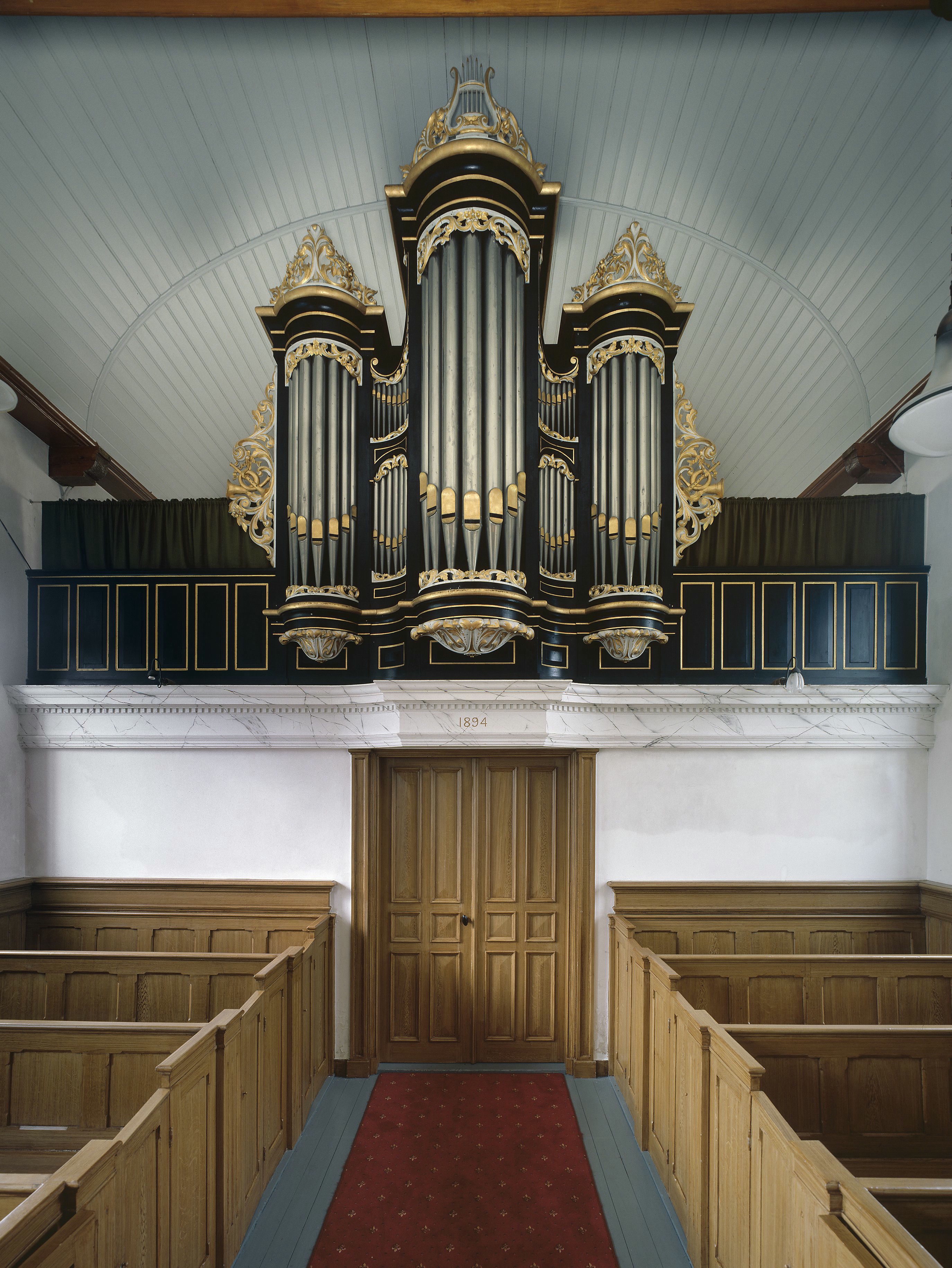
Zicht op het kerkorgel (foto uit 2007)
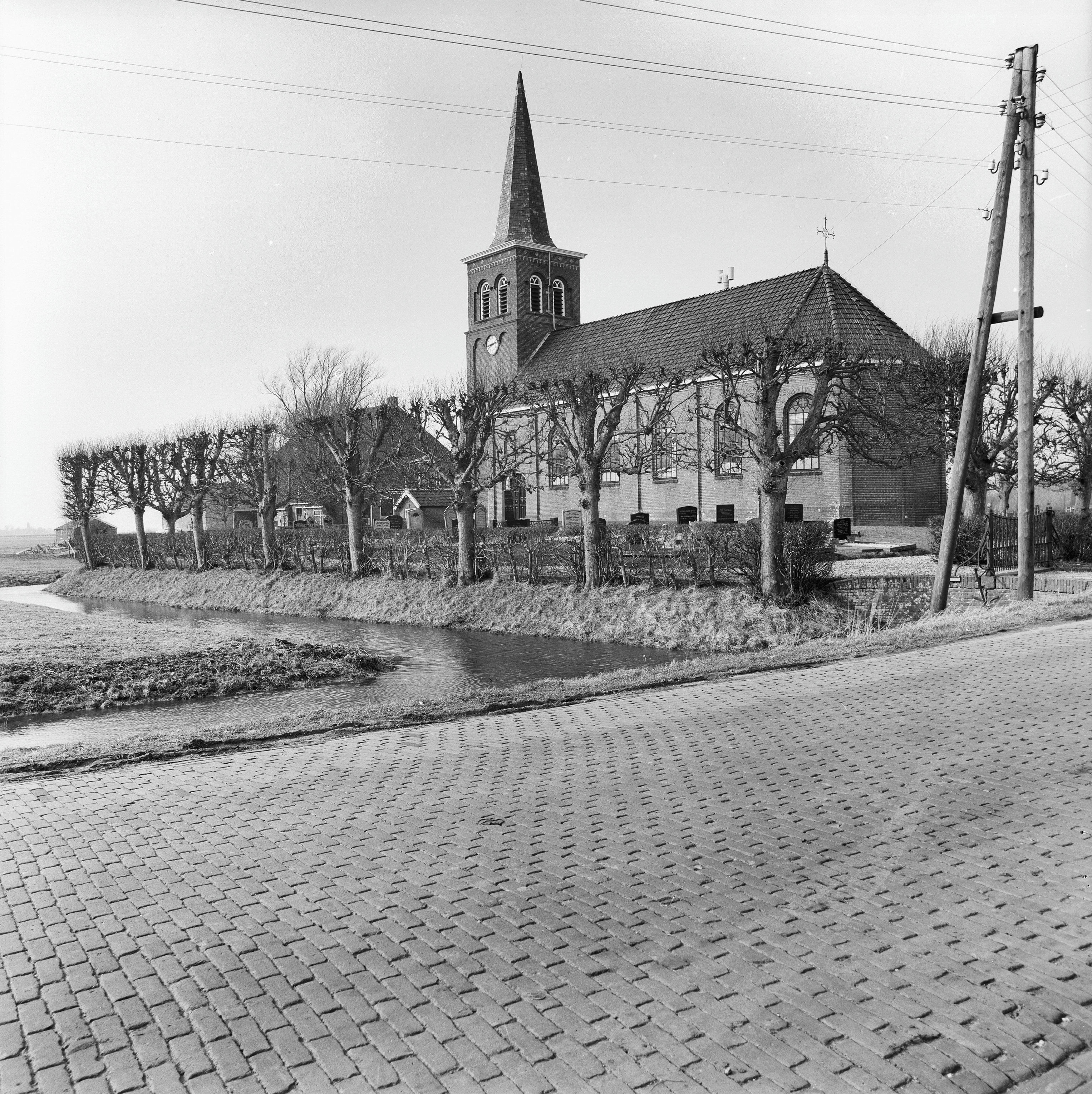
Aanzicht van de kerk (foto uit 1979)
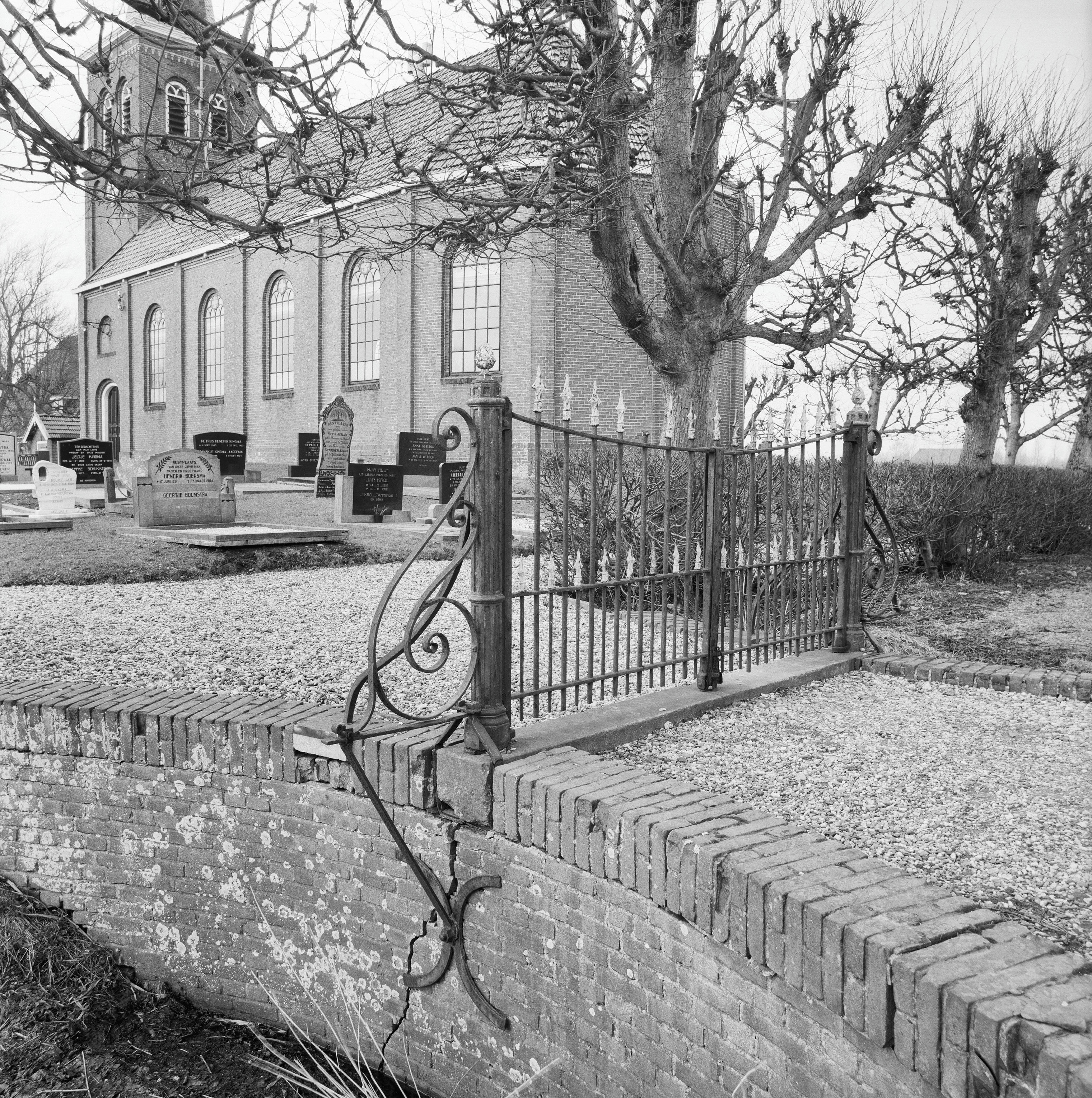
Brug met toegangspoort (foto uit 1979)